# Albin Ouschan
Albin Alois Ouschan (auch: Albin Ouschan junior; * 14. August 1990 in Klagenfurt) ist ein österreichischer Poolbillardspieler. Er wurde 2016 und 2021 Weltmeister in der Disziplin 9-Ball und 2016 Europameister im 14/1 endlos.

## Kindheit und Familie
Ouschan wurde 1990 als Sohn des mehrmaligen österreichischen Poolbillardmeisters Albin Ouschan senior in Klagenfurt am Wörthersee geboren, wo er auch aufwuchs. Seine Eltern betrieben dort ein Gasthaus, das zugleich Spielstätte des PBC Eintracht Klagenfurt war, und in dem er mit dem Billardspielen begann. Seine ältere Schwester Jasmin ist ebenfalls Poolbillardspielerin und wurde 2010 10-Ball-Weltmeisterin.
Albin Ouschan ist Vater einer Tochter (* 2015).

## Karriere

### Einzel
Seinen ersten größeren Erfolg im Jugendbereich erzielte Ouschan 1999 mit dem Gewinn der österreichischen Meisterschaft der Knirpse in der Disziplin 8-Ball. Von 2001 bis 2003 folgten in dieser Altersklasse fünf weitere Meistertitel. 2001 gewann er mit dem dritten Platz im 9-Ball der Schüler seine erste Medaille bei der Jugendeuropameisterschaft. 2002 wurde er im Finale gegen Kevin Becker Schülereuropameister im 14/1 endlos und gewann seinen ersten von insgesamt vier österreichischen Meistertiteln bei den Schülern. Bei der Jugend-EM 2003 gelang ihm im Finale gegen Hubert Łopotko die Titelverteidigung.
2004 wurde Ouschan im 9-Ball erstmals österreichischer Meister der Herren. Zudem gewann er seine ersten beiden nationalen Titel bei den Junioren und wurde Dritter bei der Juniorenweltmeisterschaft sowie Schülereuropameister mit der österreichischen Mannschaft. Ein Jahr später gewann er fünf Titel bei österreichischen Meisterschaften; Er wurde zweimal österreichischer Meister bei den Schülern, im 8-Ball bei den Junioren und gewann bei den Herren die Titel im 8-Ball und im 14/1 endlos. Bei der Jugend-EM 2005 gewann er mit Gold im 14/1 endlos seine letzte Medaille bei den Schülern.
2006 wurde Ouschan in allen drei Disziplinen österreichischer Meister der Herren. Im April 2006 gelang ihm bei den Italy Open erstmals der Einzug in die Finalrunde eines Euro-Tour-Turniers, bei der er im Sechzehntelfinale gegen Ralf Souquet ausschied. Bei den Austria Open 2007 erreichte er zum ersten Mal das Achtelfinale und verlor dieses mit 9:10 gegen den Polen Tomasz Kapłan. Zudem wurde er 2007 nationaler Meister im 9-Ball der Herren sowie im 8-Ball und 14/1 endlos der Junioren und gewann bei der Junioren-EM die Goldmedaille im 14/1 endlos und mit der Mannschaft.
Im August 2008 nahm Albin Ouschan erstmals an der Herreneuropameisterschaft teil und erreichte das Viertelfinale im 14/1 endlos, das er nur knapp gegen den späteren Europameister Ivica Putnik verlor. Mit der österreichischen Mannschaft wurde er zudem erneut Junioreneuropameister. Im September 2008 nahm er zum ersten Mal an einer Weltmeisterschaft teil. Die 10-Ball-WM endete für ihn jedoch mit nur einem Sieg nach der Vorrunde. Bei der österreichischen Meisterschaft 2008 gelang es Ouschan, seinen Titel bei den Herren zu verteidigen. Im 9-Ball wurde er zudem zum letzten Mal österreichischer Meister der Junioren.
2009 erreichte Ouschan das EM-Achtelfinale im 14/1 endlos und wurde österreichischer 9-Ball-Meister. Bei der EM 2010 kam Ouschan nicht über die Runde der letzten 32 hinaus. Im Oktober 2010 gewann er bei der österreichischen Meisterschaft im Finale gegen Maximilian Lechner den Titel im 14/1 endlos.
Im März 2011 erreichte Ouschan bei der Europameisterschaft das Viertelfinale im 8-Ball und unterlag dort dem Esten Denis Grabe. Im Juli 2011 gelangte Ouschan ins Achtelfinale der Austria Open und gewann wenige Tage später im Finale gegen Mario He die österreichische Meisterschaft im 14/1 endlos.
Nachdem Ouschan auch bei den Hungary Open 2011 im Achtelfinale ausgeschieden war, kam er bei den Bosnia & Herzegovina Open 2012 erstmals auf der Euro-Tour über die Runde der letzten 16 hinaus; Nach Siegen gegen die früheren Weltmeister Darren Appleton und Chris Melling erreichte er schließlich das Finale, in dem er den Schweizer Dimitri Jungo mit 9:3 besiegte und damit zum ersten Mal ein internationales Billardturnier gewann. Wenige Wochen später erreichte er bei der Europameisterschaft das Viertelfinale im 9-Ball. Im Oktober 2012 schaffte er bei den North Cyprus Open den Einzug ins Finale, das er gegen den Albaner Nick Malai mit 5:9 verlor. Zudem belegte er 2012 bei den China Open den 33. Platz und bei den US Open den 17. Platz.
Im Februar 2013 gewann Ouschan mit Bronze bei den Italy Open seine dritte Medaille auf der Euro-Tour, nachdem er im Halbfinale gegen Jungo ausgeschieden war. Bei der EM 2013 erreichte Ouschan sowohl im 9-Ball als auch im 14/1 endlos das Viertelfinale, verlor jedoch gegen die späteren Europameister Niels Feijen und Nick van den Berg. Einen Monat später belegte er bei den China Open den 17. Platz. Bei den World Games 2013 schied er im Achtelfinale gegen den Amerikaner Johnny Archer aus. Im November 2013 verlor er im Halbfinale der Castel Brando Open gegen den Italiener Daniele Corrieri. Bei der Ultimate 10-Ball Championship wurde Ouschan 2013 Neunter.
Im April 2014 erreichte Ouschan im 9-Ball das Halbfinale der Europameisterschaft und unterlag dort dem späteren Turniersieger Niels Feijen.
Nachdem er im Vorjahr in der Vorrunde ausgeschieden war, gelang es ihm bei der 9-Ball-WM 2014 nach Siegen gegen Oliver Ortmann und Roman Hybler ins Finale einzuziehen, das er jedoch gegen den Niederländer Feijen mit 10:13 verlor.
Im Januar 2015 schied Ouschan bei der 10-Ball-Weltmeisterschaft in der Runde der letzten 64 aus. Bei der Europameisterschaft erreichte er das Viertelfinale im 8-Ball und verlor dieses gegen den späteren Europameister Niels Feijen.
Im Juli 2015 gewann Ouschan durch einen 11:8-Sieg im Finale gegen den Kanadier John Morra die China Open und schaffte es damit als erster Österreicher auf den ersten Platz der Weltrangliste. Bei der 9-Ball-WM 2015 entging Ouschan mit einem 9:8-Sieg über Irsal Nasution nur knapp dem Vorrundenaus. Anschließend besiegte er Satoshi Kawabata, bevor er in der Runde der letzten 32 gegen Wu Jiaqing ausschied. Nach der WM fiel er in der Weltrangliste auf den fünften Platz zurück. Wenige Tage später wurde er bei der International Challenge of Champions Dritter. Im Oktober 2015 gewann er durch einen 9:2-Sieg im Finale gegen Imran Majid die Dutch Open 2015 und damit zum zweiten Mal ein Euro-Tour-Turnier.
Bei der Europameisterschaft 2016 in St. Johann im Pongau zog Ouschan im 14/1 endlos durch einen Halbfinalsieg gegen Titelverteidiger Nick van den Berg erstmals ins Finale ein. Dort besiegte er den Russen Konstantin Stepanow in einer Aufnahme mit 125:0 und gewann damit seinen ersten EM-Titel. Beim 9-Ball-Wettbewerb erreichte er das Viertelfinale, das er mit 3:9 gegen den späteren Vizeeuropameister Joshua Filler verlor.
Im August 2016 zog er in Doha zum zweiten Mal ins Finale der 9-Ball-WM ein. Im Endspiel besiegte er den Amerikaner Shane van Boening mit 13:6 und wurde damit als erster Österreicher 9-Ball-Weltmeister. Insgesamt war es der dritte WM-Titel für Österreich im Poolbillard, nachdem seine Schwester Jasmin 2010 Weltmeisterin im 10-Ball geworden war und Gerda Hofstätter 1995 den Titel bei der 9-Ball-WM der Damen errungen hatte.
Wenige Tage nach dem Gewinn der Weltmeisterschaft schied Ouschan bei den Albanian Open im Achtelfinale aus. Bei den China Open 2016 und bei den Dutch Open 2016 schied er als Titelverteidiger in der Runde der letzten 32 aus. Bei dem Turnier in Shanghai unterlag er dem Taiwaner Ko Pin-yi mit 6:11, in Heeze-Leende verlor er mit 5:9 gegen Mark Gray. Darüber hinaus erreichte er 2016 bei den Kuwait Open und bei den Treviso Open das Viertelfinale.
Im Januar 2017 wurde Ouschan beim World Chinese 8-Ball Masters Dreizehnter. Im Februar nahm er erstmals am World Pool Masters teil und erreichte das Halbfinale, in dem er dem späteren Turniersieger David Alcaide mit 6:8 unterlag. Wenig später erreichte er bei den Italian Open das Viertelfinale. Bei der EM 2017 verlor er im 14/1 endlos als Titelverteidiger das Achtelfinale gegen den späteren Europameister Niels Feijen und kam bei den drei folgenden EM-Wettbewerben nicht über die Runde der letzten 32 hinaus. Bei den im Anschluss an die EM ausgetragenen Portugal Open schied er bereits in der Vorrunde aus. Bei den Austrian Open 2017 gewann er zum ersten Mal seit 2015 wieder eine Euro-Tour-Medaille, seine insgesamt sechste: Nachdem er unter anderem Ruslan Tschinachow und David Alcaide besiegt hatte, zog er ins Halbfinale ein, in dem er dem späteren Turniersieger Mario He nur knapp mit 8:9 unterlag. Bei den drei weiteren Euro-Tour-Events des Jahres gewann er eine weitere Bronzemedaille (Dutch Open) und gelangte zweimal ins Viertelfinale. Daneben erreichte er unter anderem das Viertelfinale der China Open, bei denen er dem späteren Sieger Joshua Filler unterlag, und wurde Siebzehnter bei den US Open.
Beim Euro-Tour-Auftakt 2018, den Treviso Open, zog Ouschan ins Finale ein, in dem er sich dem Albaner Eklent Kaçi mit 5:9 geschlagen geben musste. Bei der EM 2018 gelangte er zweimal ins Finale, wobei er im 14/1 endlos gegen Niels Feijen (73:125) verlor und im 10-Ball Joshua Filler (5:8) unterlag. Während er sich auf der Euro-Tour nach einer Halbfinalniederlage gegen Eklent Kaçi bei den Leende Open eine weitere Medaille sicherte, kam er auf der World Pool Series nicht über das Achtelfinale hinaus und schied auch bei den China Open in der Runde der letzten 16 aus. Am Jahresende gelangte er bei der 9-Ball-WM ins Viertelfinale und unterlag dem späteren Weltmeister Joshua Filler.
Anfang 2019 erreichte Ouschan bei den Leende Open das Viertelfinale, was bis zum Jahresende sein bestes Euro-Tour-Ergebnis blieb. Wenig später wurde er zum zweiten Mal zum World Pool Masters eingeladen, bei dem er unter anderem gegen Joshua Filler gewann und im Viertelfinale gegen Skyler Woodward ausschied. Bei der EM 2019 kam er nicht über das Achtelfinale im 14/1 endlos hinaus. Wenig später kam er bei den US Open auf den 25. Platz und scheiterte bei der 10-Ball-WM in der Vorrunde. Nachdem er bei der American Straight Pool Championship den dritten Platz belegt hatte, erreichte er bei der 9-Ball-WM das Achtelfinale, in dem er dem Finnen Casper Matikainen unterlag.
Bei den Treviso Open 2020, die aufgrund der COVID-19-Pandemie das einzige Euro-Tour-Turnier des Jahres waren, schied Ouschan in der Runde der letzten 32 aus. Im Oktober 2020 gewann er durch einen 13:10-Finalsieg gegen Tyler Styer die online ausgetragene Poison Cues VG 10-Ball Championship.
Anfang 2021 kam Ouschan bei der zweiten Ausgabe der Poison Cues VG 10-Ball Championship auf den neunten Platz. Wenig später gewann er durch einen 5:1-Finalsieg gegen den Spanier David Alcaide die Championship League. Beim World Pool Masters musste er hingegen im Achtelfinale gegen Denis Grabe eine Auftaktniederlage hinnehmen. Im Juni 2021 wurde Ouschan durch einen 13:9-Finalsieg gegen den Kuwaiter Omar al-Shaheen zum zweiten Mal Weltmeister im 9-Ball.

### Mannschaftskarriere
Mit dem PBC Eintracht Klagenfurt wurde Ouschan in der Saison 2005/06 österreichischer Meister. Nachdem er mit dem Verein in der 2. Bundesliga 2009 und 2010 den zweiten Platz sowie 2011 den dritten Platz erreicht hatte, wechselte er zum PBC Billardtempel Linz, mit dem er in Saison 2011/12 Dritter in der Bundesliga wurde. Anschließend kehrte er zur Eintracht zurück, mit der er in der Saison 2012/13 den ersten Platz in der nun in Regionalliga umbenannten zweiten Liga belegte. In der folgenden Saison wurde er mit dem PBC Billardtempel Linz österreichischer Vizemeister.
Seit 2013 spielt er beim deutschen Bundesligisten BSV Dachau, mit dem er 2014 und 2015 Vizemeister sowie 2016, 2017 und 2018 deutscher Meister wurde.
Ouschan vertrat Österreich bislang achtmal beim World Cup of Pool; 2012 erreichte er mit Mario He als Doppelpartner das Achtelfinale, 2013 verlor er gemeinsam mit seiner Schwester Jasmin Ouschan in der ersten Runde. Anschließend bildete er wieder mit He das Team und erreichte 2014 das Halbfinale und 2015 das Viertelfinale. 2017 gewannen He und Ouschan durch einen 10:6-Finalsieg gegen die Amerikaner Shane van Boening und Skyler Woodward als erste Österreicher das Turnier. Nach einer 3:10-Finalniederlage gegen die Chinesen Wu Jiaqing und Liu Haitao 2018, gewannen He und Ouschan 2019 erneut den World Cup of Pool, diesmal durch einen 11:3-Sieg gegen die Philippiner Carlo Biado und Jeffrey de Luna. Zwei Jahre später mussten sich die Österreicher in der ersten Runde dem slowakischen Doppel (Jakub Koniar, Jaroslav Polach) geschlagen geben.
Mit der österreichischen Nationalmannschaft wurde Ouschan 2014 und 2017 Europameister, 2019 Vizeeuropameister sowie 2012 und 2015 EM-Dritter. Bei der Team-Weltmeisterschaft schied er 2010 in der Vorrunde aus und erreichte 2014 das Achtelfinale.
2015 wurde Ouschan als erster Österreicher für den Mosconi Cup nominiert, den er mit der europäischen Mannschaft mit 11:7 gegen die USA gewann. Er gewann dabei vier seiner fünf Einzel- und Doppelpartien, darunter das entscheidende Match, in dem er Skyler Woodward mit 5:4 besiegte. 2016 war er zum zweiten Mal Teil des europäischen Teams. Beim 11:3-Sieg der Europäer wurde er fünfmal eingesetzt, gewann alle fünf Partien und wurde aufgrund seiner Leistungen er als Most Valuable Player ausgezeichnet. Nachdem er 2017 nicht nominiert worden war, gewann er 2018 vier seiner sechs Partien, als das europäische Team mit 9:11 unterlag. Bei Ouschans vierter Teilnahme, 2020, gewann das europäische Team mit 11:3, wobei Ouschan bei drei seiner sechs Partien siegreich war.

## Erfolge
Einzelerfolge
| Ergebnis | Jahr   | Turnier                                   | Finalgegner         | Endstand |
| -------- | ------ | ----------------------------------------- | ------------------- | -------- |
| Sieger   | 2002   | Schülereuropameisterschaft (14/1 endlos)  | Kevin Becker        | n. b.    |
| Sieger   | 2003   | Schülereuropameisterschaft (14/1 endlos)  | Hubert Łopotko      | n. b.    |
| Sieger   | 2005   | Schülereuropameisterschaft (14/1 endlos)  | Nico Wehner         | n. b.    |
| Sieger   | 2007   | Junioreneuropameisterschaft (14/1 endlos) | Nico Wehner         | n. b.    |
| Sieger   | 2012   | Bosnia & Herzegovina Open                 | Dimitri Jungo       | 9:3      |
| Finalist | 2012   | North Cyprus Open                         | Nick Malai          | 5:9      |
| Finalist | 2014   | Weltmeisterschaft (9-Ball)                | Niels Feijen        | 10:13    |
| Sieger   | 2015   | China Open                                | John Morra          | 11:8     |
| Sieger   | 2015   | Dutch Open                                | Imran Majid         | 9:2      |
| Sieger   | 2016   | Europameisterschaft (14/1 endlos)         | Konstantin Stepanow | 125:0    |
| Sieger   | 2016   | Weltmeisterschaft (9-Ball)                | Shane van Boening   | 13:6     |
| Finalist | 2018 I | Treviso Open                              | Eklent Kaçi         | 5:9      |
| Finalist | 2018   | Europameisterschaft (14/1 endlos)         | Niels Feijen        | 73:125   |
| Finalist | 2018   | Europameisterschaft (10-Ball)             | Joshua Filler       | 5:8      |
| Sieger   | 2020   | Poison VG 10-Ball Championship            | Tyler Styer         | 13:10    |
| Sieger   | 2021   | Championship League                       | David Alcaide       | 5:1      |
| Sieger   | 2021   | Weltmeisterschaft (9-Ball)                | Omar al-Shaheen     | 13:9     |
| Sieger   | 2022   | European Open (9-Ball)                    | Shane van Boening   | 13:11    |

Weitere Erfolge (Einzel)
- Österreichischer 9-Ball-Meister: 2004, 2006, 2007, 2008, 2009
- Österreichischer 8-Ball-Meister: 2005, 2006
- Österreichischer 14/1-endlos-Meister: 2005, 2006, 2010, 2011

Mannschaftserfolge
- Österreichischer Meister: 2006
- Europameister: 2014, 2017
- Mosconi Cup: 2015, 2016
- Deutscher Meister: 2016, 2017, 2018
- World Cup of Pool: 2017, 2019

## Teilnahmen an Weltmeisterschaften
| Disziplin   | 2008  | 2009  | 2010  | 2011              | 2012              | 2013              | 2014              | 2015              | 2016              | 2017              | 2018              | 2019              | 2020              | 2021              |
| ----------- | ----- | ----- | ----- | ----------------- | ----------------- | ----------------- | ----------------- | ----------------- | ----------------- | ----------------- | ----------------- | ----------------- | ----------------- | ----------------- |
| 8-Ball      | –     | n. a. | –     | –                 | ?                 | nicht ausgetragen | nicht ausgetragen | nicht ausgetragen | nicht ausgetragen | nicht ausgetragen | nicht ausgetragen | nicht ausgetragen | nicht ausgetragen | nicht ausgetragen |
| 9-Ball      | n. a. | n. a. | –     | –                 | ?                 | R                 | F                 | L32               | S                 | A                 | V                 | A                 | n. a.             | S                 |
| 10-Ball     | R     | –     | n. a. | ?                 | nicht ausgetragen | nicht ausgetragen | nicht ausgetragen | L64               | nicht ausgetragen | nicht ausgetragen | nicht ausgetragen | R                 | n. a.             |                   |
| 14/1 endlos | –     | n. a. | –     | nicht ausgetragen | nicht ausgetragen | nicht ausgetragen | nicht ausgetragen | nicht ausgetragen | nicht ausgetragen | nicht ausgetragen | nicht ausgetragen | nicht ausgetragen | nicht ausgetragen | nicht ausgetragen |

| Legende | Legende                               |
| ------- | ------------------------------------- |
| S       | Sieger                                |
| F       | Finalist                              |
| H       | Halbfinalist                          |
| V       | Viertelfinalist                       |
| A       | Achtelfinalist                        |
| LX      | Niederlage in der Runde der letzten X |
| R2      | Niederlage in Runde 2                 |
| R       | Vorrundenaus/Niederlage in Runde 1    |
| –       | nicht teilgenommen                    |
| n. a.   | nicht ausgetragen                     |

## Auszeichnungen
- Kärntner Sportler des Jahres 2016[50]